# Lipotriches pristis
Lipotriches pristis är en biart som först beskrevs av Joseph Vachal 1903.  Lipotriches pristis ingår i släktet Lipotriches och familjen vägbin. Inga underarter finns listade i Catalogue of Life.